# 車站代碼

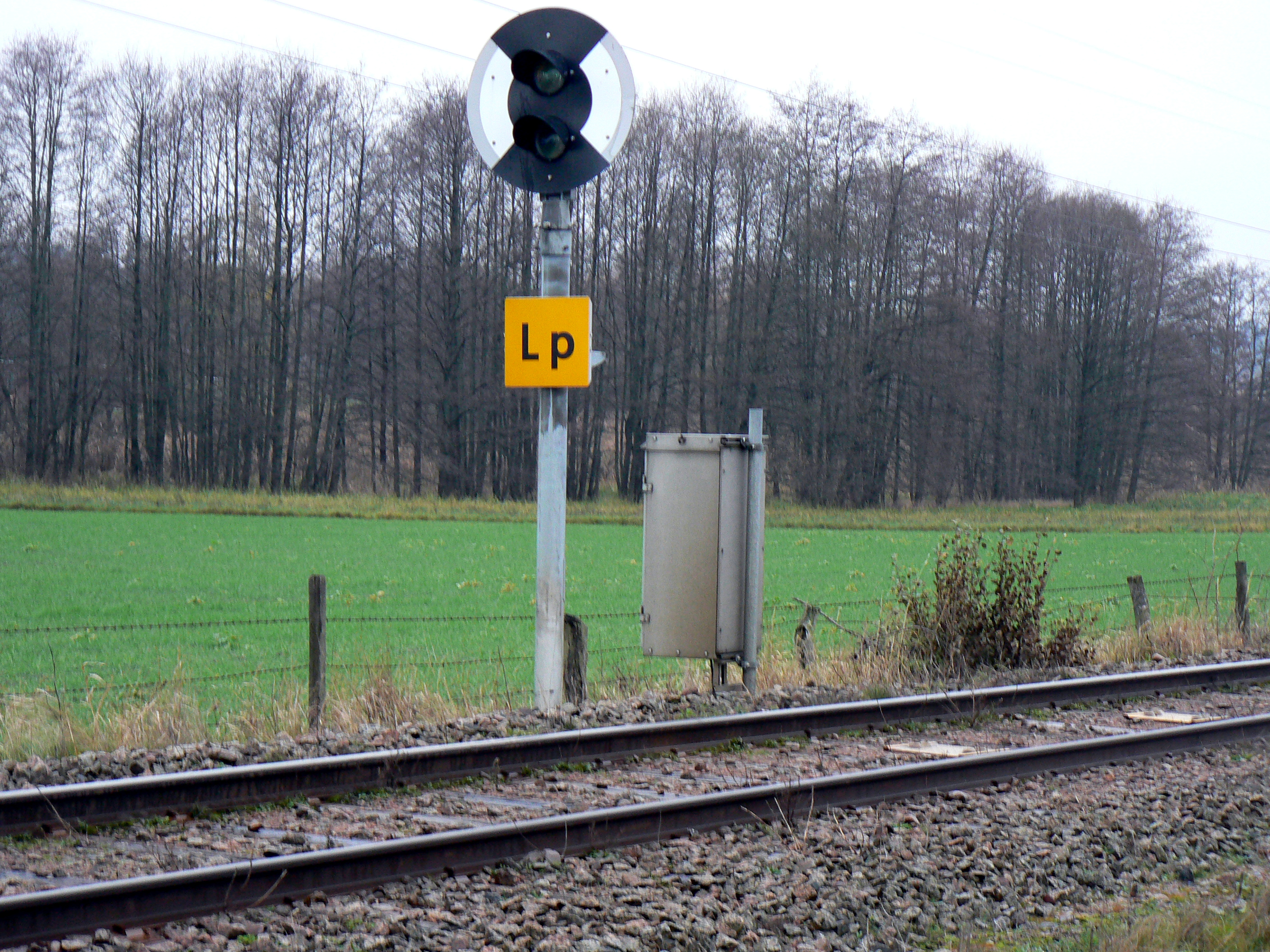
瑞典 Linköping Central 的車站代碼即為Lp

車站代碼是一種簡短的、標準化的縮寫或英文字母、阿拉伯數字代碼，鐵路公司使用它来標示火車站（在一定範圍內不重覆）。這個代碼主要在內部使用，但有時也可以在鐵路交通標誌或一些時刻表上看到。

## 格式標準
在大多的國家或地區，車站代碼通常是使用英文字母，通常会使用三个大写字母以便于识别。例如，港铁黄埔站的代码为WHA。 印度铁路使用一到四个字母的代码。 印度铁路的大多数车站都分配了三个字母代码，例如孟买中央车站的车站代码是BCT。 
印度铁路的单字母车站代码
- G： Gondia Junction火车站
- J：贾尔纳火车站
- M：马亨德拉加尔火车站
- R：赖布尔枢纽火车站
- S： Shrirangapattana 火车站
- 五：瓦西火车站
- Y：耶利尤尔火车站
- 印度铁路未分配的单字母车站代码包括 A、B、C、D、E、F、I、H、K、L、N、P、Q、T、U、W、X 和 Z。

在英国的英格兰、苏格兰和威尔士，火车站分配有三个字母的代码，由国家铁路发行，称为计算机预订系统（CRS），北爱尔兰则不然。 在斯堪的纳维亚半岛，火车站被分配一个大写字母，后面跟着一系列小写字母，代表车站的名称。例如，斯德哥尔摩通勤铁路的斯德哥尔摩城市站的车站代码为 Sci。德国的德国铁路使用称为DS 100 代码的字母车站代码系统，例如勃兰登堡的Luckenwalde 车站的车站代码为 BLD。 在韩国，车站代码是纯数字的，以减少语言和书写系统障碍的问题。例如，首尔地铁的Singeumho站的代码为538。 

### 臺灣

#### 臺灣鐵路管理局
臺鐵內部曾有多套車站代碼系統，各單位依自身需求分配代碼，在票務系統升級第四代之際，才整合為新的四碼數字代碼，並且用於訂票作業（見車站編號#台鐵）。
會計代碼
會計填表所使用的代碼，機務單位和調度總所之間也有使用，編號方式如：A01（基隆車站）、A014（三坑車站）等。
行控代碼
調度總所行控系統時刻表所使用的代碼，雖然應該只會在系統內使用，但是匯出介接資料時也會出現，編號方式如：1001（基隆車站）、1029（三坑車站）等。
三代票務代碼
第三代票務系統所所使用的代碼，並且用於訂票作業，編號方式如：092（基隆車站）、224（三坑車站）等。

#### 臺灣高速鐵路
高鐵內部有兩套車站代碼系統，均不對外使用，有全英文如TPE（臺北站）以及全數字如02（也是臺北站）。

## 列表
不同国家的车站代码标准包括：
- 美国和加拿大Amtrak 车站代码列表
- 德国铁路车站缩写列表，德国
- 港鐵車站代碼列表
- 英國鐵路車站列表。 [4]三字母字母代码（以前称为 CRS 代码 -计算机预订系统）由负责大不列顛島铁路的英国铁路发行。北爱尔兰铁路公司並沒有為北爱尔兰境内的车站分配车站代码。
- 印度的火车站列表